# Anita Sarawak
Anita Sarawak, właśc. Ithnaini Mohamed Taib (ur. 23 marca 1952 w Singapurze) – singapurska piosenkarka, aktorka i prezenterka telewizyjna.

## Nagrody
- 2000: Anugerah Khas Bintang Popular, Berita Harian.
- 2002: Special Achievement Award, Anugerah Planet Muzik Singapura.
- 2008: Oxford Centre for Leadership Lifetime Achievement Award.

Źródło:

## Dyskografia (wybór)
- 1969: With a Lot o’ Soul
- 1970: Rinduku Hilam
- 1971: Papa Ku Pulang
- 1972: La La La Lu
- 1973: Beautiful Sunday
- 1974: Antara Aku Dan Dia
- 1976: Sophisticated Lady
- 1976: Anita
- 1979: Anita Sarawak
- 1980: For the Love
- 1984: Kenangan Manis
- 1985: Aku Menyayangimu
- 1989: Asmara
- 1990: Cinta Nan Satu
- 1992: Antara Yang Manis
- 1993: Bisikan Cinta
- 1997: Look After Love
- 2001: Superstar Anita
- 2003: Anita Love Songs
- 2004: Seksis
- 2006: Another Dimension
- 2008: Anita Sarawak : Her Complete Evergreen Collection
- 2010: Cinta Anita

Źródło: